# Catheux
Catheux è un comune francese di 116 abitanti situato nel dipartimento dell'Oise della regione dell'Alta Francia.
Il territorio comunale ospita le sorgenti della Selle, affluente della Somme.

## Società

### Evoluzione demografica
Abitanti censiti

## Galleria d'immagini

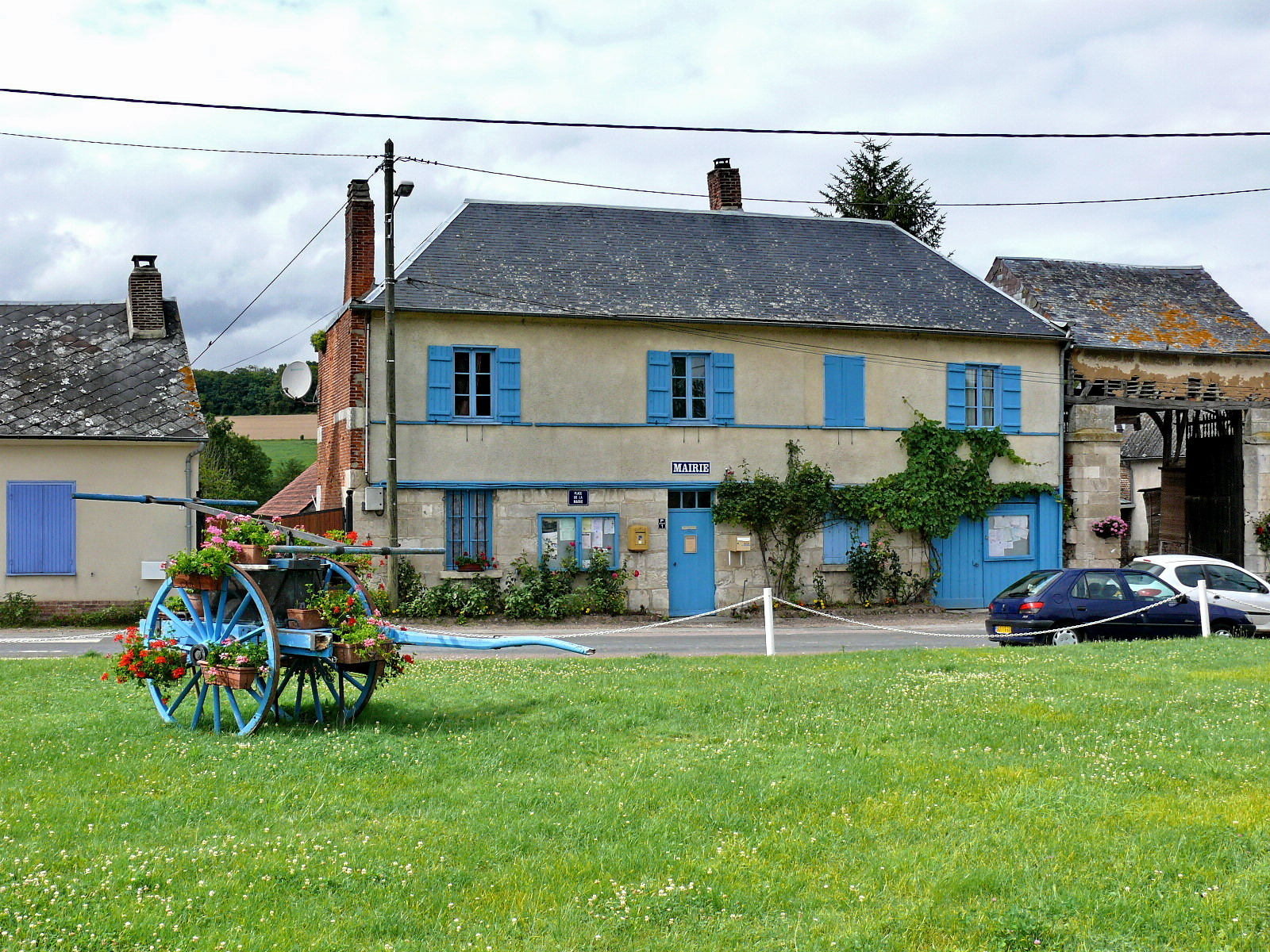
Il municipio
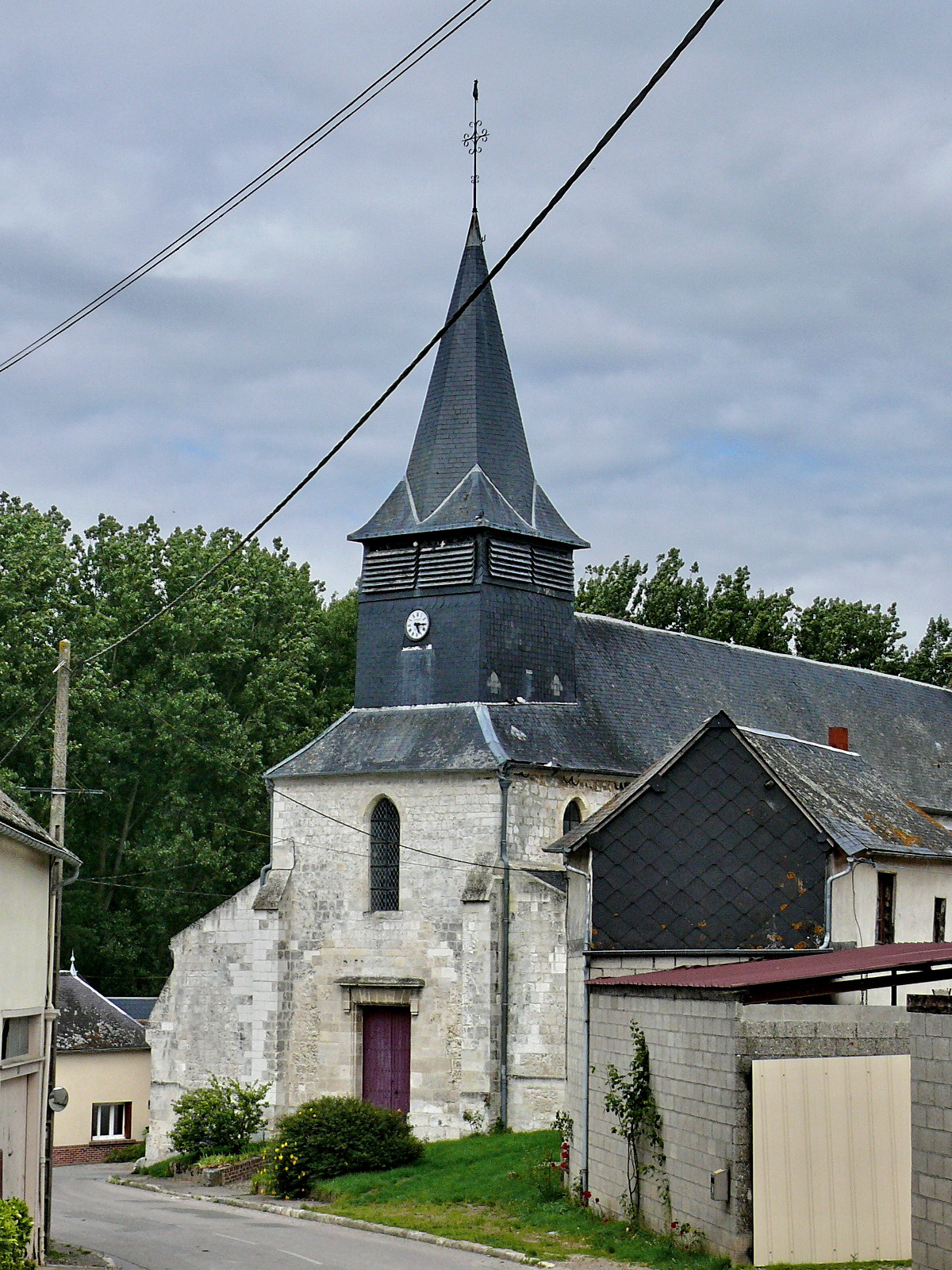
La chiesa di Saint Denis